# سامسونج B7610 (موبايل)
سامسونج B7610 (بالإنجليزية: Samsung B7610)‏ هو هاتف ذكي من سامسونج، تم طرحه في الأسواق في 2009.

## الخصائص
- الكاميرا الخلفية: 5 ميجابكسل
- الشاشة: شاشة لمس 800×480
- الوزن: 159 غرام
- المعالج: 800 ميجا هرتز
- الذاكرة: 1 جيجابايت